# 1901-es argentin labdarúgó-bajnokság (első osztály)
Az 1901-es Primera División volt a 10. alkalommal megrendezett, legmagasabb szintű labdarúgó-bajnokság Argentínában. Ezt a szezont már Alumni néven kezdte az English High School csapata.
A címvédő az Alumni volt. A bajnokságot újra az Alumni csapata nyerte meg, a bajnokság történetében másodjára.

## Tabella
| Hely. | Csapat     | M | Gy | D | V | G+ | G– | Gk | P  | Továbbjutás vagy kiesés |
| ----- | ---------- | - | -- | - | - | -- | -- | -- | -- | ----------------------- |
| 1.    | Alumni (B) | 6 | 6  | 0 | 0 | 10 | 1  | +9 | 12 | Bajnokcsapat            |
| 2.    | Belgrano   | 6 | 3  | 0 | 3 | 14 | 9  | +5 | 6  |                         |
| 3.    | Quilmes    | 6 | 2  | 0 | 4 | 9  | 15 | −6 | 4  |                         |
| 4.    | Lomas      | 6 | 1  | 0 | 5 | 3  | 11 | −8 | 2  |                         |